# The Water Rat
The Water Rat è un cortometraggio muto del 1913 diretto da Oscar Eagle.

## Produzione
Il film fu prodotto dalla Selig Polyscope Company.

## Distribuzione
Distribuito dalla Selig Polyscope Company, il film - un cortometraggio di due bobine - uscì nelle sale cinematografiche statunitensi il 25 agosto 1913.